# 소베슬라프 2세

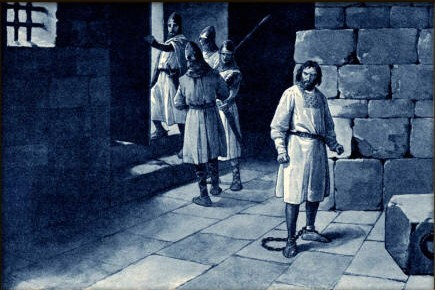

소베슬라프 2세(체코어: Soběslav II., 1128년경 ~ 1180년 1월 29일)는 보헤미아의 공작(재위: 1173년 ~ 1178년)이다.

## 생애
소베슬라프 1세 대공의 둘째 아들로 태어났다. 1172년 블라디슬라프 2세의 아들인 베드르지흐가 보헤미아의 공작으로 즉위했지만 신성 로마 제국의 황제와 보헤미아 의회의 동의를 받지 않은 것이 문제가 되어 1173년 9월에 폐위당했다. 신성 로마 제국의 프리드리히 1세 황제는 소베슬라프 1세의 아들인 올드르지흐(Oldřich)를 보헤미아의 공작으로 즉위시키려고 했지만 올드르지흐가 1161년부터 감옥에 수감되어 있었기 때문에 포기했다. 이에 따라 프리드리히 1세는 소베슬라프 2세를 보헤미아의 공작으로 즉위시켰다.
보헤미아의 공작으로 즉위한 이후에는 프라하에 도시 지위를 부여했지만 1175년 보헤미아를 침공한 오스트리아 공작 하인리히 2세와 무력 충돌을 빚게 된다. 1176년 여름에는 즈노이모 공작 콘라트 오타(Konrád Ota, 콘라트 2세)가 이끄는 군대가 도나우강 북쪽을 넘어 보헤미아로 진격했다. 이 과정에서 수많은 교회와 수도원이 파괴되었고 교황 알렉산데르 3세는 소베슬라프 2세를 파문시켰다.
1177년 신성 로마 제국의 지원을 받은 베드르지흐가 보헤미아로 귀환했고 신성 로마 제국의 프리드리히 1세 황제는 베드르지흐를 보헤미아의 공작임을 인정했다. 1180년 1월 29일에 외국에서 사망하고 만다.
| 전임 베드르지흐 | 보헤미아의 공작 1173년 ~ 1178년 | 후임 베드르지흐 |